# SN 1998dg
SN 1998dg – supernowa typu Ia odkryta 19 lipca 1998 roku w galaktyce M-03-34-08. W momencie odkrycia miała maksymalną jasność 17,50m.